# Pak Yŏng-sik
Pak Yŏng-sik (kor. 박영식; ur. 1950) – północnokoreański generał i polityk, członek Centralnej Komisji Wojskowej KRLD, w latach 2015–2018 minister Sił Zbrojnych KRLD.

## Kariera
Przez większość swojej kariery zawodowej służył w Ministerstwie Bezpieczeństwa Państwowego, m.in. jako przewodniczący komisji ds. poszukiwania zaginionych obywateli Japonii. Przed 2015 rokiem został mianowany wicedyrektorem Departamentu Politycznego Koreańskiej Armii Ludowej.
15 kwietnia 2009 roku został mianowany na stopień generała-majora, w 2014 na generała-pułkownika, a w 2015 – generała armii. W lipcu 2015 roku został mianowany ministrem Sił Zbrojnych KRLD, zastępując na tym stanowisku generała armii Hyŏn Yŏng Ch’ŏla. W czerwcu 2018 roku zastąpiony został przez generała No Kwang Ch’ŏla.

## Odznaczenia
- Order Kim Dzong Ila;
- Order Flagi Narodowej I, II i III Klasy;
- Order Wolności i Niepodległości I i II Klasy;
- Order Pracy.